# Critérium du Dauphiné libéré 1985
La 38e édition du Critérium du Dauphiné libéré a eu lieu du 27 mai au 3 juin 1985. Elle a été remportée par l'Australien Phil Anderson. Il devance au classement général Steven Rooks et Pierre Bazzo.                                    

## Classement général final
| Rang | Vainqueur       | Équipe | Pays            | Temps           |
| ---- | --------------- | ------ | --------------- | --------------- |
| 1er  | Phil Anderson   |        | Australie       | 31 h 44 min 7 s |
| 2e   | Steven Rooks    |        | Pays-Bas        | 24 s            |
| 3e   | Pierre Bazzo    |        | France          | 27 s            |
| 4e   | Kim Andersen    |        | Danemark        | 4 min 33 s      |
| 5e   | Pablo Wilches   |        | Colombie        | 6 min 33 s      |
| 6e   | Éric Caritoux   |        | France          | 7 min 37 s      |
| 7e   | Herman Loaiza   |        | Colombie        | 7 min 43 s      |
| 8e   | Peter Winnen    |        | Pays-Bas        | 8 min 34 s      |
| 9e   | Robert Millar   |        | Grande-Bretagne | 9 min 17 s      |
| 10e  | Dominique Garde |        | France          | 15 min 46 s     |

## Les étapes
| Étape       | Date   | Villes étapes                     | type     | Distance (km) | Vainqueur d'étape      | Leader du classement général |
| ----------- | ------ | --------------------------------- | -------- | ------------- | ---------------------- | ---------------------------- |
| Prologue    | 27 mai | Annemasse – Annemasse             | prologue | 4,25          | Stephen Roche          | Stephen Roche                |
| 1re a étape | 28 mai | Annemasse – Aix-les-Bains         |          | 86            | Noël Segers            | Joël Pelier                  |
| 1re b étape | 28 mai | Aix-les-Bains – Ambérieu-en-Bugey |          | 91            | Phil Anderson          | Joël Pelier                  |
| 2e étape    | 29 mai | Ambérieu-en-Bugey – Firminy       |          | 170           | Carlos Mario Jaramillo | Phil Anderson                |
| 3e étape    | 30 mai | Firminy – Charolles               |          | 182           | Benny Van Brabant      | Phil Anderson                |
| 4e étape    | 31 mai | Cluny – Rillieux-la-Pape          |          | 164           | Jean-René Bernaudeau   | Steven Rooks                 |
| 5e étape    | 1 juin | Villefontaine – Grenoble          |          | 207           | Pierre Bazzo           | Pierre Bazzo                 |
| 6e étape    | 2 juin | Grenoble – Grenoble               |          | 173           | Steven Rooks           | Pierre Bazzo                 |
| 7e a étape  | 3 juin | Serres – Orange                   |          | 107           | Benny Van Brabant      | Pierre Bazzo                 |
| 7e b étape  | 3 juin | Orange – Avignon                  |          | 34,1          | Stephen Roche          | Phil Anderson                |